# Gorman Dogfight
Der Gorman UFO Dogfight war ein weithin publizierter UFO-Vorfall. Er ereignete sich am 1. Oktober 1948 am Himmel über Fargo, North Dakota. Hauptbeteiligter war George F. Gorman, ein Pilot der North Dakota Air National Guard, der sich nach seiner Darstellung einen Dogfight (engl. für Luftkampf) mit einem UFO lieferte. Im Jahr 1956 schrieb USAF Captain Edward J. Ruppelt in seinem Bestseller und einflussreichen Buch The Report on Unidentified Flying Objects, dass der Gorman Dogfight einer der drei „klassischen“ UFO-Vorfälle in den späten 1940er Jahren war, die seiner Ansicht nach die Echtheit von UFOs belegten.

## Hintergrund
Obwohl er erst 25 Jahre alt war, als sich der Vorfall ereignete, war George Gorman bereits ein Veteran der Jagdflieger des Zweiten Weltkriegs. Nach dem Krieg wurde er Manager einer Baufirma und diente auch als Leutnant in der Nationalgarde von North Dakota. Am 1. Oktober 1948 sollte er mit anderen Piloten der Nationalgarde an einem Überlandflug teilnehmen; sein Flugzeug war eine P-51 Mustang. Er und die anderen Piloten erreichten den Luftraum über Fargo gegen 20:30 Uhr. Obwohl die anderen Piloten beschlossen, auf dem Flughafen zu landen, beschloss Gorman aufgrund der klaren, wolkenlosen Bedingungen, in der Luft zu bleiben. Ungefähr um 21:00 Uhr flog er über ein Footballstadion, in dem ein High-School-Football-Spiel stattfand. Dabei bemerkte er eine kleine Piper Cub, die rund 500 Meter unter ihm flog; ansonsten schien der Himmel klar zu sein.
Kurz darauf sah Gorman ein anderes Objekt im Westen. Es war ihm jedoch nicht möglich, die Umrisse eines Flügels oder Rumpfes zu erkennen, während er die Piper Cub deutlich gesehen hatte. Das Objekt schien ein blinkendes Licht zu sein. Um 21:07 Uhr kontaktierte Gorman den Kontrollturm am Flughafen Fargo und fragte, ob sich außer der Piper Cub und seiner F-51 irgendwelche anderen Flugzeuge im entsprechenden Luftraum befänden. Der Turm antwortete, das sei nicht der Fall, und kontaktierte den Piloten der Piper Cub, Dr. A.D Cannon. Dieser und sein Passagier antworteten, sie hätten ebenfalls ein brennendes Objekt im Westen gesichtet.

## Luftkampf mit einem UFO
Gorman sagte dem Tower, er werde versuchen, das Objekt zu verfolgen, um dessen Identität zu bestimmen. Er beschleunigte seine Mustang auf volle Leistung (350 bis 400 mph), aber bald wurde ihm klar, dass das Objekt zu schnell war, um es in einer geraden Linie zu erreichen. Stattdessen versuchte er die Flugbahn des Objekts durch eine Kurve zu schneiden. Er flog eine Rechtskurve und näherte sich dem Objekt frontal auf 5.000 Fuß, sodass das Objekt in einer Entfernung von etwa 500 Fuß über sein Flugzeug flog. Gorman beschrieb das Objekt als einen einfachen „Ball aus Licht“ mit etwa sechs bis acht Zoll (ca. 15–20 cm) Durchmesser. Später bemerkte er auch, dass das Objekt nicht mehr blinkte, wenn es seine Geschwindigkeit erhöhte und stattdessen heller wurde.
Nach seiner Beinahe-Kollision verlor Gorman den Sichtkontakt zu dem Objekt. Als er es wieder sah, schien es eine 180-Grad-Wende zu machen, kam wieder auf ihn zu und ging in einen senkrechten Steigflug über. Gorman folgte dem Objekt durch ein gleiches Manöver. In einer Höhe von 14.000 Fuß geriet seine F-51 ins Stocken, während sich das Objekt immer noch 2.000 Fuß über ihm befand. Zwei weitere Versuche, die Distanz zu verkürzen, misslangen. Das Objekt schien nun wieder frontal auf ihn zuzukommen, brach jedoch ab, bevor es in die Nähe des Flugzeugs kam. Zu diesem Zeitpunkt bewegte es sich bereits über dem Flughafen Fargo, wo es aus dem Kontrollturm vom Fluglotsen, L.D. Jensen, durch ein Fernglas beobachtet wurde. Auch er konnte keine Form oder Gestalt um das Licht herum erkennen. Währenddessen waren der Pilot des Piper Cub und sein Passagier gelandet und gingen zum Tower, um eine bessere Sicht auf das Objekt zu haben.
Gorman folgte dem Objekt weiter, bis er etwa 25 Meilen von Fargo entfernt war. In 14.000 Fuß Höhe bemerkte er das Licht 3.000 Fuß unter sich. Allerdings machte das Objekt wieder einen vertikalen Aufstieg. Gorman versuchte es weiter zu verfolgen, konnte es aber nach einer Weile nicht mehr sehen. An dieser Stelle brach er um 21:29 Uhr die Jagd ab und flog zurück nach Fargo.

## Gormans Bericht
Am 23. Oktober 1948 gab Gorman eine eidesstattliche Erklärung über den Vorfall an die Ermittler ab. Seine Aussage wurde in den nächsten Jahren in zahlreichen Büchern und Dokumentationen über UFOs nachgedruckt. Die Erklärung lautet wie folgt:

I am convinced that there was definite thought behind its maneuvers. I am further convinced that the object was governed by the laws of inertia because its acceleration was rapid but not immediate and although it was able to turn fairly tight at considerable speed, it still followed a natural curve. When I attempted to turn with the object I blacked out temporarily due to excessive speed. I am in fairly good physical condition and I do not believe that there are many if any pilots who could withstand the turn and speed effected by the object, and remain conscious. The object was not only able to out turn and out speed my aircraft… but was able to attain a far steeper climb and was able to maintain a constant rate of climb far in excess of my aircraft.

Auf Deutsch etwa: Ich bin davon überzeugt, dass es einen bestimmten Gedanken hinter seinen Manövern gab. Ich bin außerdem überzeugt, dass das Objekt den Gesetzen der Trägheit unterlag, weil seine Beschleunigung schnell, aber nicht unmittelbar erfolgte, und obwohl es mit einer beträchtlichen Geschwindigkeit ziemlich scharf wenden konnte, folgte es trotzdem einer natürlichen Kurvenbahn. Als ich versuchte, ebenso wie das Objekt zu wenden, verlor ich durch die übermäßige Geschwindigkeit kurz das Bewusstsein. Ich bin in einer ziemlich guten körperlichen Verfassung und ich glaube nicht, dass es viele Piloten gibt (wenn überhaupt), die der von diesem Objekt erzielten Wendung und Geschwindigkeit standhalten und bei Bewusstsein bleiben könnten. Das Objekt konnte nicht nur schneller als mein Flugzeug wenden und fliegen… sondern konnte viel steiler aufsteigen und eine konstante Steiggeschwindigkeit – weit außerhalb der Fähigkeit meines Flugzeugs – beibehalten.

## Untersuchungen durch die US Air Force
Innerhalb weniger Stunden kamen Offiziere vom Project Sign zu Gorman und den anderen Zeugen, um sie zu dem Vorfall zu befragen. Project Sign war Ende 1947 von der US Air Force gegründet worden, um UFO-Berichte zu untersuchen. Die Offiziere befragten Gorman, Dr. Cannon und seinen Passagier sowie das Personal des Kontrollturms in Fargo. Außerdem überprüften sie auch Gormans P-51 Mustang mit einem Geigerzähler. Die Messung ergab, dass sein Mustang messbar radioaktiver war als die anderer Flieger, die mehrere Tage lang nicht geflogen waren, was als Beweis dafür gewertet wurde, dass Gorman in der Nähe eines „atomar angetriebenen“ Objekts geflogen war. Die Air-Force-Ermittler schlossen die Möglichkeit aus, dass es sich bei dem beleuchteten Objekt um „ein anderes Flugzeug, einen kanadischen Vampir-Düsenjäger oder einen Wetterballon“ gehandelt haben könnte. Die erste Schlussfolgerung, wie der UFO-Historiker Curtis Peebles schreibt, war, „dass etwas Bemerkenswertes geschehen war“, was Gorman am Himmel über Fargo gesehen hatte.
Doch weitere Untersuchungen durch die Mitarbeiter von Project Sign zeigten bald Mängel in der Beweisführung. Ein Flugzeug, das in die Erdatmosphäre fliegt, ist weniger von Strahlung aus dem Weltraum abgeschirmt als ein am Boden befindliches. Damit waren die Geiger-Zählerstände als Beweis dafür, dass das Objekt atomar angetrieben worden war, ungültig. Darüber hinaus ergab die Befragung des Luftwetterdienstes, dass am 1. Oktober ein brennender Wetterballon gegen 20:50 Uhr in Fargo gestartet war. Um 21:00 Uhr wäre der Ballon in dem Bereich gewesen, wo Gorman und die Besatzung der Piper Cub zum ersten Mal das angestrahlte Objekt gesehen hatten.
Die Ermittler glaubten auch, dass die unglaublichen Bewegungen des Objekts durch die Manöver Gormans entstanden waren, die er durchgeführt hatte, als er das Licht verfolgte. Die Manöver des Objekts seien eine Illusion gewesen, die durch die Bewegungen Gormans entstanden waren. Außerdem wiesen sie darauf hin, dass keiner der im Tower anwesenden Zeugen etwas von den durch Gorman beschriebenen Manövern gesehen hatte. Darüber hinaus kamen die Ermittler dem Schluss, dass Gorman, nachdem er das Objekt beim ersten Mal aus den Augen verloren hatte, die Überzeugung gewann, der Planet Jupiter sei das UFO. Sie glaubten, er habe schließlich Jagd auf den Planeten gemacht, als er südlich von Fargo flog, bevor er aufgab und wieder landete. Als der Fall Anfang 1949 abgeschlossen wurde, kamen die Ermittler von Projekt Sign und seinen Nachfolgeprojekten, Project Grudge und Project Blue Book zu dem Schluss, dass es sich bei dem UFO um einen brennenden Wetterballon gehandelt habe.

## Nachwirkungen
Der Gorman Dogfight erhielt eine breite, nationale Öffentlichkeitsaufmerksamkeit und diente als Nahrung für die Welle von UFO-Berichten in den späten 1940er Jahren. Obwohl einige UFO-Forscher, wie Dr. James E. McDonald, ein Physiker an der University of Arizona und der pensionierte US Marine Corps Major Donald Keyhoe, den Schlussfolgerungen der Air-Force-Ermittler widersprachen und den Fall weiter als ungelöst betrachteten, teilten andere UFO-Forscher die Schlussfolgerungen in dem Fall. Der UFO-Historiker Jerome Clark schrieb, dass „im Gegensatz zu einigen Möchtegern-Lösungen der Air Force diese plausibel zu sein scheint“ und nach seiner Meinung „nach dem Mantell-Zwischenfall die Gorman-Sichtung die am meisten überbewertete UFO-Sichtung in der frühen Geschichte des Phänomens gewesen sein könnte.“